# Flodhest (dokumentarfilm)
Flodhest er en dansk dokumentarfilm fra 1967.

## Handling
Optagelser af flodhest.